# Grzegorz Piechna
Grzegorz Piechna (Opoczno, 18 settembre 1976) è un ex calciatore polacco, di ruolo attaccante.